# Krikettstatisztikusok és -történészek Egyesülete
A Krikettstatisztikusok és -történészek Egyesülete (angolul: Association of Cricket Statisticians and Historians, röviden ACS) egy walesi székhelyű, világszerte működő nonprofit egyesület, amelynek tagjai a krikett történetével és statisztikáival foglalkoznak. 1973-ban alapították, mintegy 1000 tagja van.

## Leírás
Bár a krikett története több évszázadra nyúlik vissza, és már 1800 körül megjelentek kriketteredményeket tartalmazó könyvek, az 1850-es évek közepétől pedig a krikettstatisztikai kiadványok népszerűsége is igen magas volt, a sportág statisztikái iránt pedig azóta is töretlen az érdeklődés, egészen 1973-ig mégsem alakult olyan szervezet, amely összefogta volna a krikettstatisztika szakembereit és rajongóit. Ekkor, 1973 márciusában jött létre az egyesület, eredetileg egyszerűen Krikettstatisztikusok Egyesülete néven. Az alapító ünnepségen 30-an vettek részt. 1992-ben hagyták jóvá, hogy a szervezet neve kiegészüljön a „történészek” szóval is, de az ACS rövidítés ezután is megmaradt. Az ACS legelső titkára Dennis Lambert volt, de elnöke csak 1987 óta van: az első elnök Richard Streeton volt.
Székhelye Cardiffben található, de tagjai, akik között a sportág legjelentősebb statisztikusai és történészei közül sokan megtalálhatók, világszerte mintegy 20 országban jelen vannak. Ők negyedévente megkapják az egyesület kiadványát, a The Cricket Statisticiant, amiben a tagok által megírt, igen változatos témájú cikkek találhatók. Emellett egyéb kiadványaik is jelennek meg, egy részük ingyenesen és szabadon elérhető.
A tagok kutatási területe nem csak az első osztályú krikettet fedi le, hanem például a korlátozott játszmaszámú formátumokat, a kisebb bajnokságokat és a női krikettet is. A statisztikák elemzése mellett többek között játékosok életrajzait kutatják és régi mérkőzések eredménylapjait vizsgálják, megpróbálva akár az esetleges hibáikat is kijavítani. Az egyesületnek nagy szerepe van abban is, hogy a Nemzetközi Krikett-tanács által bevezetett hivatalos mérkőzésosztályozás által le nem fedett régi krikettmérkőzéseket besorolja valamilyen kategóriába. Az A-listás krikett fogalmát is az ACS dolgozta ki, és később ez az általuk készített meghatározás vált világszerte hivatalossá.
Az egyesület évente adja át az 1986-ban alapított Brooke-Lambert díjat annak a személynek, aki megítélésük szerint az elmúlt évben (esetleg hosszabb életműve során) valamilyen kiemelkedő eredményt ért el a krikettstatisztika vagy -történet kutatásában.